# Мартыненко, Иван Михайлович
Иван Михайлович Мартыненко (1899—1957) — советский государственный деятель, председатель Полтавского облисполкома (1940—1950), председатель Сумского облисполкома (1951—1953).

## Биография
Член РКП(б) с 1925 г.
- 1938—1940 гг. — председатель организационного комитета Президиума Верховного Совета Украинской ССР по Полтавского области,
- 1940—1950 гг. — председатель исполнительного комитета Полтавского областного Совета,
- 1942 г. — член Военного Совета 57-й армии,
- 1951—1953 гг. — председатель исполнительного комитета Сумского областного Совета.

Депутат Верховного Совета СССР 2-3-го созывов. Член Ревизионной комиссии КП(б) — КП Украины (1952—1954).

## Награды и звания
- 2 ордена Ленина (07.02.1939; 23.01.1948)
- орден Отечественной войны I степени (1945) — за успешное выполнение плана хлебозаготовок 1944 года
- медали